# Ptilotula keartlandi
Ptilotula keartlandi là một loài chim trong họ Meliphagidae.